# Стеван Калембер
Стеван С. Калембер (Бјелопоље, Кореница, 10. новембар 1862 — Београд, 10. април 1946) био је трговац, политичар и добротвор.

## Биографија
Основну школу је завршио у родном месту. Трговину је изучавао у Врховинама, а затим је радио као трговачки помоћник у Госпићу и Загребу. У Кореници је отворио радњу 1887. године.
Бавио се политиком - као члан Српске самосталне странке од 1897. године био је стално биран за посланика у Српском народно-црквеном сабору у Сремским Карловцима, где се залагао за црквено-општинску аутономију. Био је истакнути опозиционар и огорчени противник мађарона у Лици и као такав био је борац против Куеновог режима. Као истакнути присталица народног јединства припадао је Хрватско-српској коалицији. У Велеиздајнички процесу (1908-1909) провео је 14 месеци у истражном затвору, а затим је осуђен на 6 година затвора. Почетком Првог светског рата био је у затвору три месеца, а потом годину и по у интернацији. Завршетком Рата 1918. године настанио се у Загребу. Биран је за посланика у Народној скупштини Краљевине Југославије 1923. и 1924. године.
Један је од оснивача Српске банке и члан њеног најужег руководства. Налазио се на положајима председника Српске православне црквене општине у Загребу и Кореници, потпредседника Епархијског савета у Загребу и члана Патријаршијског савета, као и председника Српске штедионице у Кореници. Више пута је одликован.
Био је близак сарадник Владимира Матијевића у Српскоом привредном друштву „Привредник“, у чијем је раду непосредно учествовао преко четрдесет година. Био је члан Патроната Привредникових добротвора. Захваљујући њему из Кореничка општине послано је преко 300 сиромашних ђака у „Привредник“ како би се оспособили за занате и трговину.